# HARASHIMA
HARASHIMA（ハラシマ、1974年7月6日 - ）は、日本の男性プロレスラー。DDTプロレスリング所属。東京都出身。血液型O型。

## 経歴
- 1995年 - 1998年
  - 帝京大学文学部教育学科卒業。在学中はプロレス研究会に在籍し、学生プロレスで1年次は「阿修羅・原島」、2年次以降は「はやぶちゃ」のリングネームで活躍。3年次には会長を務めた。研究会の先輩に真壁刀義（新日本プロレス）がいる。
- 1998年 - 2001年
  - 大学卒業後、アルバイトをしながら教員試験を受け続ける。この間もアマチュアの格闘技サークルで総合格闘技の練習に励む。
- 2001年
  - アルバイトでDDTプロレスリングのリング設営中、選手が足りないから試合に出るように声をかけられる。2月15日、覆面レスラー「コニカマン」としてDDTでリングデビュー。8月12日の秋葉原大会で「HERO!」としてDDTで正式にデビュー[1]。
- 2003年
  - 12月29日の後楽園ホール大会において、KUDOとのコンビで第12代のKO-Dタッグチャンピオンになる。
- 2004年
  - 9月30日、再びKUDOとKO-Dタッグを戴冠（第16代）。
- 2005年
  - 黒マスクのヒール「ダークサイドHERO!」に変身。大鷲透とのタッグで第20代KO-Dタッグ王座も獲得した。
- 2006年
  - 1月、マスクを脱いでリングネームを「HARASHIMA」に改める。
  - 大鷲透、高木省吾とヒールユニットDISASTER BOXを結成。しかし突然の大鷲のベビーフェイス宣言によって方向性の違いで対立、軍団を離脱している。
  - GPWAの第1回興行のメインに選ばれるなど、レスラーとして確実に成長している。
  - 12月29日後楽園ホールにおいて大鷲透を破り第23代KO-D無差別級王者に輝いている。
- 2007年
  - 柿本大地、男色ディーノ、高木三四郎らの挑戦を退けて防衛回数を着実に延ばし、DDTのエースとして君臨。
  - 第3回ディファカップに飯伏幸太と出場。決勝ではKAIENTAI-DOJO勢（真霜拳號&円華組）と対戦するも敗北、準優勝となった。
  - 6月3日後楽園ホールでKooに敗れ、王座転落。
  - 10月、Kooに挑戦し王座奪還、11月にはMIKAMIから防衛。
- 2008年
  - 3月9日後楽園ホールでヤス・ウラノから防衛するも、5月6日後楽園ホールでディック東郷に敗れ、王座転落。
  - 大鷲透とDISASTER BOXを再結成し、10月26日後楽園ホールで第27代KO-Dタッグチャンピオンに。11月には高木三四郎&石川修司組に初防衛。
- 2009年
  - 1月24日、新木場1stRINGにて飯伏幸太&ケニー・オメガ組に敗れ、KO-Dタッグチャンピオンから陥落。
  - 5月4日、後楽園ホール大会のKO-D無差別級選手権試合にて、高木三四郎から勝利し第28代王者となった。
  - 5月31日、大阪大会にてKUDOの挑戦を退け、初防衛に成功。
  - 7月19日、新宿FACE大会にてKO-D無差別級選手権への「いつでも挑戦権」を持つ矢郷良明からの挑戦を受けるが、これも退け2度目の防衛を果たした。
  - 8月23日、「両国ピーターパン 〜大人になんてなれないよ〜」にてKO-D無差別級のベルトに飯伏幸太の挑戦を受けたが、新技フェニックス・プレックス・ホールドに敗れベルトを失った。
- 2010年
  - 5月30日、新木場大会にて開催された次期KO-D無差別級挑戦者決定トーナメントに優勝。
  - 7月25日、「両国ピーターパン2010 〜夏休み ああ夏休み 夏休み〜」にて関本大介（大日本プロレス）が保持するKO-D無差別級ベルトに挑戦し勝利、第32代王者となった。2度防衛するも佐藤光留に敗れ手放す。
  - 10月26日、大鷲とのDISASTER BOXに内弟子扱いであった安部行洋が加入、3人でUWA世界6人タッグ王座を戴冠。
- 2011年
  - 4月、HARASHIMAの前に藤田ミノル似のHERO!が姿を現す。戸惑うHARASHIMAだが、HERO!ファンであった鶴見亜門GMの提案によりタッグを組むことに。ダーティーなファイトを見せるHERO!に手を焼きつつも、第37代KO-Dタッグ王座を獲得するに至る。HERO!は10月をもってHERO!星に帰った。
- 2012年
  - 8月の武道館ピーターパンにおいて、大学の先輩（後述）である真壁刀義とのタッグでハードコアマッチに挑む。デスマッチを主戦場とする石川修司・伊東竜二組に対し、大流血に追い込まれながらも勝利を収めた[2]。
  - 9月、DDTの若手で組まれたチーム・ドリーム・フューチャーズに対抗する形で、KUDO・ヤス・ウラノと「ウラシマクドウ」を結成（のちリザーバーとして妻木洋夫も加わる）。
- 2013年
  - 1月6日、ウラノとのタッグで藤波辰爾・MIKAMI組よりKO-Dタッグ王座を奪取、第46代王者に。5月3日に佐藤光留・坂口征夫組に敗れるまで4度防衛をした。
  - 7月、「KING OF DDTトーナメント」で優勝しKO-D無差別級の挑戦権を獲得。8月18日の両国国技館大会「両国ピーターパン2013〜プロレスの傾向と対策〜」において、KO-D無差別級の最多防衛記録を樹立していた入江茂弘から勝利し、第46代王者に。3年ぶり5度目の戴冠となった。
  - 10月20日、アイアンマンヘビーメタル級王座に就いていた男色ディーノとダブルタイトルマッチを行い勝利。アイアンマンとの2冠に。
  - 11月4日、DDT EXTREME級選手権王者のアントーニオ本多とトリプルタイトルマッチ。これにも勝利し、EXTREME級を初戴冠。前述の2冠と合わせ3冠を手にした。
  - 12月31日、年越しプロレスの天下統一!三団体最強決定トーナメントで優勝。
- 2014年
  - 3月にKUDOに敗れてKO-D無差別級王座を失ったが、5月に奪還成功。第48代王者となった。
  - 12月31日、年越しプロレス開催中に日本インディー大賞のMVPを受賞する。
- 2015年
  - 2月15日に行われたさいたまスーパーアリーナ大会で行われたKO-D無差別級王座戦において、約6年振りに飯伏とのシングルマッチを行うも敗戦し、王者陥落。
  - 4月29日、後楽園大会において飯伏からKO-D無差別級王座を奪還するも、5月31日の後楽園大会でKUDOに敗戦し王者陥落。
  - 8月23日、「両国ピーターパン2015〜DDTより愛をこめて〜」において、棚橋弘至とのシングルマッチを行うも敗戦。
- 2020年
  - 7月6日、DDTの公式サイトで一般女性との結婚を発表。同時に非公開としてきた生年月日などのプロフィールを公開した[3]。

## 得意技
どんなスタイルでもこなす順応性と相手の攻撃を受け切る肉体を誇り、その安定度には抜群の信頼を置かれている。
蒼魔刀
現在のHARASHIMAのフィニッシャー。ランニングダブルニーアタックと同型。仰向けになった相手の上半身を引き起こして尻餅をつかせた状態にして、相手と距離をとって助走してジャンプしながら両膝を突き出すように両膝を折り畳み、突き出した両膝を相手の顔面目掛けて叩き込む。バリエーションとしてその場で放つゼロ距離蒼魔刀や立っている相手狙いのスタンディング式、大一番で使用されるスワンダイブ式などがある。
技名の由来はゲーム「蒼魔灯」から。HERO!時代はスーパーHERO!キックの名称で使用。男色ディーノは、この技の開発について「バーベキューの席で酔ったHARASHIMAが三和太に向かって走り込みながら膝をたたき込んだのが最初」と証言している。
山折り
ファイヤーマンズキャリーの状態で肩に担ぎ上げた相手を頭上に跳ね上げて、自分は両膝を立てたまま仰向けに寝ることで腹部を打ち据える変形のストマックブロック。蒼魔刀へつなぐ布石として放たれることが多い。稀にリフトアップしてから落とすパターンも使用する。
リバースフランケンシュタイナー
相手の背後から跳び上がり、自分の両足で相手の頭部を挟み込んでそのまま後方に反り返り相手を後頭部から叩きつける。山折りと並んで蒼魔刀へつなぐ布石として放たれる場合が多い。
つるべ落とし
カナディアンバックブリーカーに担ぎ、首を掴んでインプラントDDTの形で落とす。大一番では垂直落下式で行う。
ジョン・ウー
SUWAのオリジナル技。走りこんでの正面飛び低空ドロップキック。主に相手をコーナーへ突き飛ばすのに使用する。
ペンデュラム
相手をコーナーに詰めた様態で座らせ、自分はトップロープに掴まり振り子の要領で相手に膝を叩き込む。主に連続で使用する。
スワンダイブ式ボディプレス
一試合に一回は見せるお約束技。大鷲が放つレッグドロップに合わせて仕掛ける合体技も存在する。
ファルコンアロー
ハヤブサのオリジナル技。石川修司（体重130kg）を担ぎ上げて繰り出したこともある。
雪崩式ブレーンバスター
「いくぞー」の掛け声とともに放つ。
バズソーキック
ファイヤーバードスプラッシュ
HERO!時代はHERO!スプラッシュの名称で使用。
ライダーキック
「チェストォー」の掛け声とともに放つ片足でのミサイルキック。
子泣きクラッシュ
バッククラッカー
HERO!ドライバー
カナディアンデストロイ。HARASHIMAがHERO!時代に使用していた技であるが、2014年に高尾蒼馬のジントニックを切り返すために久々に使用した。
パイルドライバー
マージャンスープレックス
パワーボムの体勢で相手を振り上げながら前に落とさず、そのまま後方へ持っていきブリッジする。いわばリバース・ジャーマン・スープレックスであることからこの名が付いた。相手は尻餅状態になるだけだが、綺麗なブリッジ状態にレフェリーが思わず3カウントを叩きそうになってしまう、という学生プロレス時代のネタでしかなかったが2010年、当時痔ろうを患っていた男色ディーノを相手に解禁。

## エピソード
- 帝京大学プロレス研究会では真壁刀義（新日本プロレス）の3年後輩。その真壁を目標とし、2010年3月14日のDDT後楽園大会では、真壁とのシングルマッチが実現した。夢見ごごちで、不思議な感覚だったと当時のことを振り返った。尊敬するプロレスラーを聞かれた際には、1番に真壁をあげた。[6]2012年8月18日のDDT日本武道館大会ではタッグを結成。
- 試合終了後のマイクアピールの締めをよく任される。今後の目標等を「○○してやるさー」と語り「なんでー」と観客に聞かれ、「なんでかって。それは鍛えているからだー」の一言で締めるのが恒例[1]。
- ヤス・ウラノとはレスラーになる前一緒にDDTへリング屋のバイトとして出入りしており、10年来の付き合い。ハヤブサの事故の一報も、会場にいたウラノから聞いたという（週刊プロレスインタビューより）。
- デビュー時は実は島原の乱交というリングネームだったが、即阿修羅・原島に改名したことがFC限定のトークイベントで発覚する。
- 現在のコスチュームは黒と青が基調となっているが、BOYZ興行ではシルバー、ハードヒット参戦時は赤のコスチュームを、それぞれ着用している。
- 暗黒プロレス組織666参戦時にはリングネーム「破羅死魔」を使用。

## タイトル歴
特記しない場合はHARASHIMAとしてのタイトル歴。
DDTプロレスリング
- KO-D無差別級王座：10回
  - 第23・25・28・32・46・48・50・56・60代・73代
  - 戴冠数10回、通算防衛回数27回は同王座最多記録である。
- DDT EXTREME級王座：3回
  - 第25・41・43代
- KO-Dタッグ王座：11回
  - 第12・16代（HERO!として。パートナーはKUDO）
  - 第20代（ダークサイドHERO!として。パートナーは大鷲透）
  - 第27代（パートナーは大鷲透）
  - 第37代（パートナーはHERO!）
  - 第46代（パートナーはヤス・ウラノ）
  - 第56代（パートナーは宮本裕向）
  - 第62代（パートナーは丸藤正道）
  - 第69代（パートナーは岡林裕二）
  - 第71・72代（パートナーは吉村直巳）
- KO-D6人タッグ王座：1回
  - 第55代（パートナーは彰人、ヤス・ウラノ）
- アイアンマンヘビーメタル級王座：5回
  - 第97代（HERO!）、第977代、第979代、第1518代、第1702代
- UWA世界6人タッグ王座
  - 第44代（パートナーは大鷲透、安部行洋）
- 自由が丘広小路会認定6人タッグ選手権
  - 初代（HERO!として。パートナーは高木三四郎・三田英津子）
  - 第3代（パートナーは魔ッスル坂井・猪苦魔裕介）
- KING OF DDTトーナメント優勝（2010年、2013年）
- Ultimate Tag League優勝
  - 2022年（パートナーは吉村直巳）

年越しプロレス
- 天下統一!三団体最強決定トーナメント優勝（2013年・シングル戦）
- 年忘れ!シャッフルタッグトーナメント優勝
  - 2020年（パートナーは岡林裕二）
- 年忘わ!シャッフル・6人タッグトーナメント優勝
  - 2021年（パートナーは真霜拳號、橋本大地）

日本インディー大賞
- MVP（2014年）

## 入場曲
- SOUMATOU　～HARASHIMA メインテーマ～2023ver.
  - 現在の入場曲
- SOUMATOU　～HARASHIMAメインテーマ～
- The Dividing Line / ダーク・トランキュリティ
- 「HERO」-Main title-
  - HERO!のテーマ曲
- Outsider / Chumbawamba
  - ハードヒット参戦時

## テレビドラマ出演
- 時効警察はじめました 第6話（2019年11月22日、テレビ朝日）‐ 高原本気 役[7]
- まどか26歳、研修医やってます! 第4話（2025年2月4日、TBS） - 原田 役[8]